# Cézar Álvarez Dumont
Cézar Álvarez Dumont, né le 28 janvier 1866 à Vila Real et mort le 25 juillet 1945 à Marbella, est un peintre espagnol.

## Biographie
Frère d'Eugenio Álvarez Dumont, il étudie à l’École des beaux-arts de Malaga puis à l'Académie royale des beaux-arts Saint-Ferdinand et expose au Salon des Indépendants dès 1886. 
En 1895, il obtient une bourse pour poursuivre ses études à Rome où il remplace Alejo Vera (en) comme directeur de l’École espagnol des beaux-arts. En 1897, il s'installe à Paris et voyage en 1898 avec son frère en Afrique du Nord. 
Après son retour en Espagne, il fait les peintures de la salle des séances du Palais Municipal de Malaga et collabore comme dessinateur et illustrateur à des publications. 
Il a été directeur des écoles des beaux-arts de Séville, Cadix et Malaga. 

## Distinctions
- Médaille de 3e classe à l'Exposition nationale des beaux-arts (1884 et 1887)
- Médaille de 2e classe à l'Exposition nationale des beaux-arts (1890 et 1892)